# Leiopotherapon unicolor
Leiopotherapon unicolor är en fiskart som först beskrevs av Günther, 1859.  Leiopotherapon unicolor ingår i släktet Leiopotherapon och familjen Terapontidae. Inga underarter finns listade i Catalogue of Life.